# Иван Анастасов
Вижте пояснителната страница за други личности с името Иван Анастасов.
Иван (Янко) Анастасов е български революционер, деец на Вътрешната македоно-одринска революционна организация. Тъй като по произход е грък, носи прякора Гърчето.

## Биография
Анастасов е роден в 1880 година в Мелник, тогава в Османската империя. Учи в гръцкото и в българско класно училище в родния си град и в българското педагогическо училище в Сяр, където завършва втори педагогически курс. От 1899 година е селски екзархийски учител в Игуменец, Петричко.
Във ВМОРО влиза през 1900 година. Първоначално е четник в четата на Костадин Зелников, а след това за кратко – при войводата Стойко Бакалов. През ноември 1900 г. в село Моноспитово се запознава с Гоце Делчев, когото придружава в обиколките му из Източна Македония. Работи като революционен агитатор в Петричко, Поройско, Демирхисарско и Струмишко. Последователно е четник в четите на Михаил Поройлията и Илия Кърчовалията и секретар на четата на Георги Радев. Оттегля се в България за 9 месеца, след което отново влиза в Македония с четата на Гоце Делчев. През Илинденското въстание е войвода на чета в Драмско, която е разбита в сражение при село Калапот. Иван Анастасов отново се оттегля в България и Любомир Милетич записва спомените му.
В началото на 1904 година се отправя за Драмско с чета от 14 души заедно с четата на Андрей Казепов. След сражението при Сенокос на 11 април, четата се оттегля, но югоизточно от Банско в ново сражение загива помощник-войводата Иван Анастасов.